# Maris (mythologie)

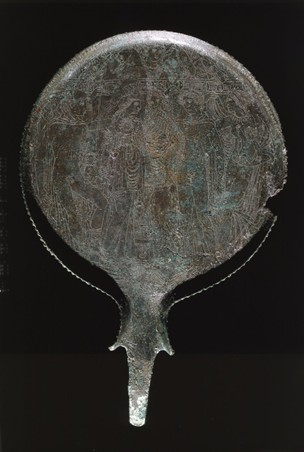
Scène où Menrva tient Maris, flanquée de Turms et d'Amamtunia, qui tiennent deux autres bébés Maris

Maris est un dieu de la mythologie étrusque qui compte de nombreux épithètes, dont Mariś Halna, Mariś Husrnana (« Maris l'enfant ») et Mariś Isminthians. Il était le fils de Tinia, l'équivalent étrusque de Jupiter.
Certains historiens considèrent que Maris est l'équivalent de Mars, mais ce n'est pas universellement reconnu, Laran étant plus souvent vu comme l'équivalent de Mars.

## Description
Maris (ou Mariś) est un dieu étrusque souvent dépeint comme un bébé ou un enfant. Sur les deux miroirs de bronze, Maris apparaît dans un rite d'immersion pour assurer son immortalité.